# Arrasando (cântec)
„Arrasando” este al patrulea single al Thalíei, extras de pe albumul Arrasando.